# Isola di Bird (Georgia del Sud)
L'isola di Bird è un'isole sub-antartica situata nell'Oceano Atlantico meridionale, fa parte dell'arcipelago della Georgia del Sud, politicamente parte del territorio della Georgia del Sud e Isole Sandwich Australi, uno dei Territori d'oltremare britannici, la sovranità è reclamata anche dall'Argentina.

## Geografia
Situata poco ad ovest dell'isola della Georgia del Sud dalla quale la separa lo stretto di Bird ampio circa 500 m, è lunga 4,8 km e larga 800 m.

## Storia
Fu scoperta nel 1775 da una spedizione britannica guidata da James Cook che le diede il nome Bird Island a causa dell'enorme colonia di uccelli marini.
L'isola fin dal 1957 è sede di una base di ricerca antartica, vi si trova una base di ricerche biologiche del British Antarctic Survey che si occupa di ricerche sull'ecologia e sulla popolazione di uccelli marini e pinnipedi. La base nei mesi invernali è occupata da quattro ricercatori, nei mesi estivi aumentano a 10.
Sull'isola si trovano 65.000 foche della specie otaria dalla pelliccia, 14.000 coppie di albatros e diverse centinaia di altri uccelli marini.